# 05K-108
Die 05K-108 ist eine Fernstraße regionaler Bedeutung in der Region Primorje im Fernen Osten Russlands. Sie führt von Dalneretschensk an der A370 Ussuri (früher M60) in südöstlicher Richtung nach Ariadnoje. Sie verläuft entlang des Flusses Malinowka. Ihre Fortsetzung 05N-110 führt weiter nach Uborka an der 05N-100 (früher A181), die ebenfalls von der A370 (bei Ossinowka) über Arsenjew und Dalnegorsk nach Rudnaja Pristan verläuft. Die Straße ist 92 km lang.
Seit den 1980er-Jahren war die Straße als A179 ausgezeichnet; die heutige Nummer erhielt sie 2010, wobei die alte Nummer noch bis 2017 alternativ in Gebrauch war.

## Verlauf
00 km – Dalneretschensk, Abzweig von der A370 Ussuri
33 km – Nowotroizkoje
59 km – Malinowo
92 km – Ariadnoje